# Clondulane
Clondulane är en ort i republiken Irland.   Den ligger i grevskapet County Cork och provinsen Munster, i den södra delen av landet, 190 km sydväst om huvudstaden Dublin. Clondulane ligger 48 meter över havet och antalet invånare är 333.
Terrängen runt Clondulane är platt åt sydväst, men åt nordost är den kuperad. Runt Clondulane är det glesbefolkat, med 13 invånare per kvadratkilometer. Närmaste större samhälle är Fermoy, 3,7 km väster om Clondulane. Trakten runt Clondulane består i huvudsak av gräsmarker.